# La Llagosta
La Llagosta – gmina w Hiszpanii, w prowincji Barcelona, w Katalonii, o powierzchni 3,01 km². W 2011 roku gmina liczyła 13 612 mieszkańców.